# Moufdi Zakaria
Sheikh Zakaria, más conocido como Moufdi Zakaria (Beni Izguen, Gardaya, Argelia, 12 de junio de 1908 - Túnez, Túnez, 17 de agosto de 1977), fue un poeta argelino, autor de Kassaman, el Himno nacional de Argelia, compuesto en 1955 a petición de Abane Ramdane. Se le apodó "el poeta de la revolución argelina".

## Biografía
Cheikh Zakaria Ben Slimane Ben Yahia Ben Cheikh Ben Slimane Hadj Aissa nació el sábado 12 de junio de 1908 en Beni Izguen (Gardaya) en la región de Mzab. El apellido de Moufdi, más tarde su seudónimo literario, le fue otorgado por Slimane Boudjenah. Abandonó su aldea natal muy temprano para unirse a su padre, más tarde como comerciante en Annaba, donde recibió su enseñanza, y donde aprendió gramática y fiqh.
De Annaba partió hacia a Túnez en la casa de su tío. Allí, continuó sus estudios, sucesivamente en la escuela de Es-Salem, la escuela El Khaldounia y la Universidad de Zeitouna. Al asistir al ambiente estudiantil de Argelia, en Túnez, se hizo amigo del poeta tunecino Aboul-Qacem Echebbi y el poeta argelino Ramadane Hammoud, con quien fundó la sociedad literaria Al-Wefaq (el Acuerdo), que llegó a publicar una revista entre 1925 y 1930.
De vuelta en Argelia, fundó una asociación similar, y publicó la revista El Hayet de la cual solo tres números salieron a la luz en 1933. Fue un miembro activo de la Asociación de Estudiantes Musulmanes del norte de África en 1925, criticando la tendencia asimilacionista del movimiento joven argelino y las protestas contra las celebraciones del centenario en 1930. Aunque probaría simpatía por el movimiento de reforma de los Ulemas, que fue en La Estrella del Norte de África donde se adhirió al movimiento que se expandió a Argelia en 1933. A continuación, militó en el Partido Popular de Argelia (PPP) tras la disolución de La Estrella, compuso Fidaou el Djazaïr, el himno del PPP, y participó en las reuniones de este. 22 de agosto de 1937, fue detenido junto Messali Hadj y Hocine Lahoual, y puesto en libertad en 1939. Continuó con sus esfuerzos, lanzando con militantes el periódico Achaâb, que trabajaba con los periódicos de Túnez firmando como El‑Fata El Watani ou Abou Firas.
Fue arrestado nuevamente en febrero de 1940 y sentenciado a 6 meses de prisión. Entre 1943 y 1944, dirigió conjuntamente un restaurante en Argel; luego colaboró con periódicos clandestinos: Al-Watan y L'Action Algerienne. Después del 8 de mayo de 1945, arrestado, permaneció tres años en prisión. Liberado, se unió al MTLD. Candidato a las elecciones a la Asamblea argelina, fue víctima de fraude electoral.
En 1955 se unió al FLN. Detenido en abril de 1956, fue encarcelado en la prisión de Barbarroja en Argel, donde escribió el himno nacional Qassaman musicalizado por primera vez por Mohamed Triki en 1956, seguido por el compositor egipcio Mohamed Fawzi y grabado en los estudios Radio Televisión Tunisienne en julio de 1957. Liberado tres años más tarde, huyó a Marruecos y Túnez, donde trabajó en el El Mujahid hasta 1962. Después de la independencia, se dedicó a la creación literaria. Como representante de ventas en perfumería (en particular, un representante de una empresa belga), no tuvo un domicilio fijo.
El poeta murió en 1977 en Túnez de un ataque al corazón. Está enterrado en Beni Izguen.